# Mitra aurantia
Mitra aurantia is een slakkensoort uit de familie van de Mitridae. De wetenschappelijke naam van de soort is voor het eerst geldig gepubliceerd in 1791 door Gmelin.

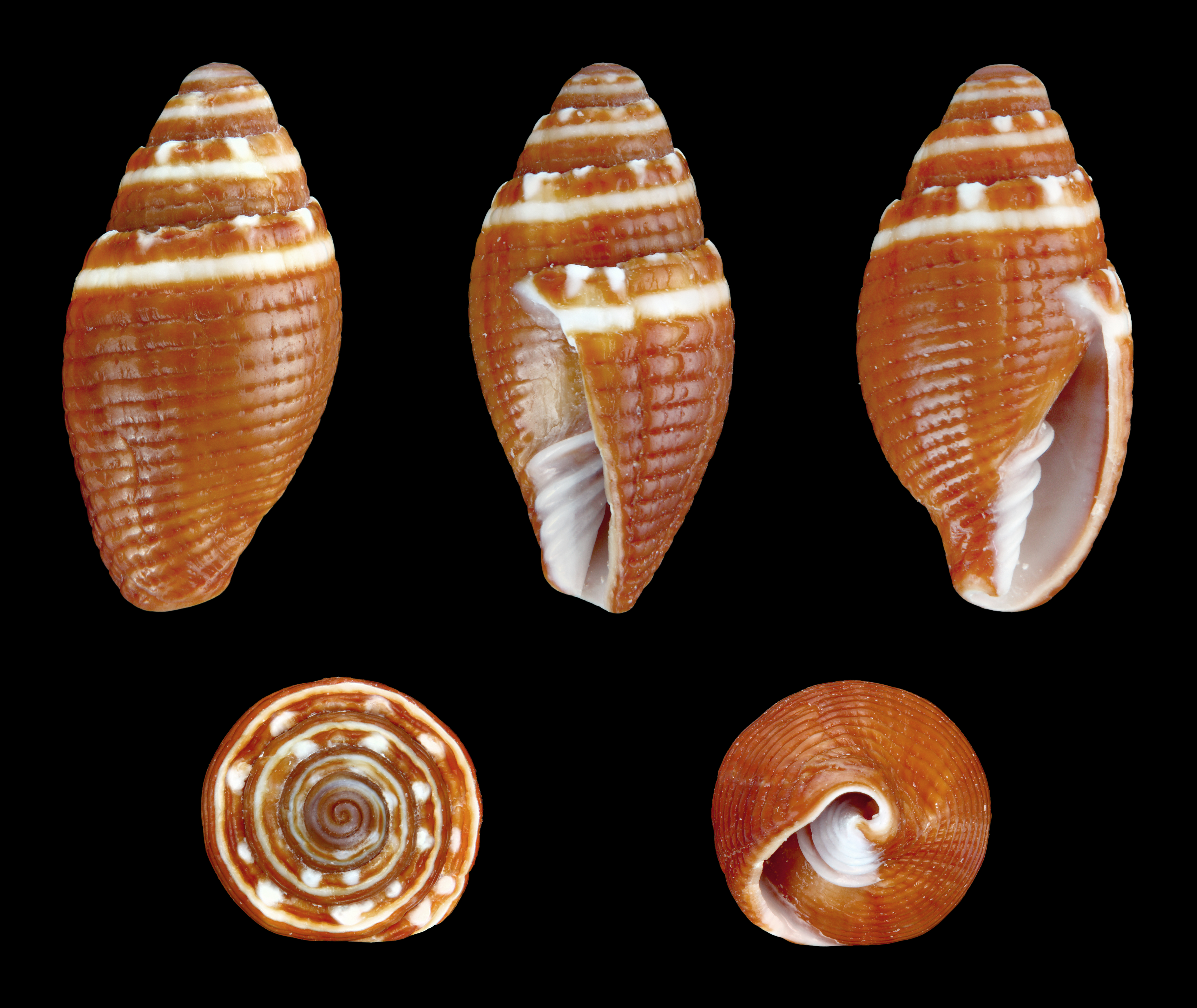
Mitra aurantia aurantia forma nanus